# Wentyl

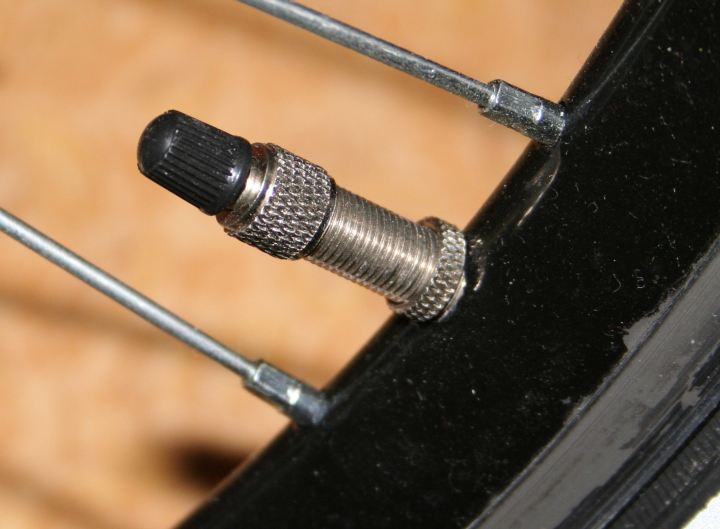
Zawór Dunlopa w feldze koła rowerowego

Schemat wentylu tłokowego (pistonu) w trąbce

Schemat działania wentylu obrotowego w instrumentach dętych blaszanych

Wentyl – rodzaj zaworu pneumatycznego.

## W motoryzacji
Wentyl – mały zawór zwrotny umożliwiający wtłaczanie powietrza, a uniemożliwiający jego uchodzenie, także część tego zaworu w postaci gumowego przewodu. Najpopularniejszymi wentylami są zawór Dunlopa (tzw. wentyl rowerowy), zawór Presta i zawór Schradera (tzw. wentyl samochodowy). Wentyl jest połączony z dętką, a w rancie felgi widoczna jest jego zewnętrzna część, czyli gwintowana rurka z rdzeniem, dwiema uszczelkami oraz sprężyną dociskającą. Wentyle produkuje się z metalu, plastiku lub gumy. 

## W muzyce

### Instrumenty dęte klawiszowe
W instrumentach dętych klawiszowych – urządzenie służące do otwierania i zamykania dostępu powietrza do piszczałek lub stroików.

### Instrumenty dęte blaszane
W instrumentach dętych blaszanych – klapa, której naciśnięcie powoduje włączenie dodatkowych części instrumentu i zmianę wysokości dźwięku.

### Aerofony ustnikowe
W instrumentach z grupy aerofonów ustnikowych – przyrząd umożliwiający szybką zmianę długości rury instrumentu (przez włączanie do niej lub wyłączanie dodatkowych rurek) Wynaleziony przez Friedricha Blühmela i Heinrich Stölzel w latach 1813–1816.
- Wentyl tłokowy (tzw. piston(inne języki)) działa na zasadzie tłoka, w którym znajduje się poprzeczny kanał. Przyciśnięcie tłoka powoduje włączenie dodatkowej rurki, przedłużenie drgającego słupa powietrza i obniżenie dźwięku[4].
- Wentyl obrotowy jest mosiężnym krążkiem z kanałami; jego obrócenie (za pośrednictwem klapy – przycisku) powoduje włączenie dodatkowej rurki, przedłużenie drgającego słupa powietrza i obniżenie dźwięku[4].

Zazwyczaj stosuje się trzy wentyle – pierwszy obniża dźwięk o pół tonu, drugi o cały ton, trzeci o półtora tonu. Kombinacja wentyli sumuje interwały. Czasami stosuje się czwarty wentyl, którego zadaniem jest obniżenie stroju całego instrumentu o kwartę. W sakshornie jest pięć wentyli – zadaniem ostatniego jest korygowanie intonacji.